# Debbie Dunn
Debbie Dunn, ameriška atletinja, * 26. marec 1978, Jamajka.
Ni nastopila na poletnih olimpijskih igrah. Na svetovnih prvenstvih je osvojila naslov prvakinje v štafeti 4x400 m leta 2009, na svetovnih dvoranskih prvenstvih zlato in srebrno medaljo v štafeti 4x400 m ter zlato medaljo v teku na 400 m leta 2010, na panameriških igrah pa bronasto medaljo v štafeti 4x400 m leta 2007. Leta 2012 je prejela dvoletno prepoved nastopanja zaradi dopinga. 